# Hoge Nieuwstraat
De Hoge Nieuwstraat in de stad Dordrecht, in de Nederlandse provincie Zuid-Holland, ligt op het eiland Nieuwe Werck ten westen van het centrum. De straat loopt vanaf het Vlak in het noorden naar de Engelenburgerbrug in het zuiden.
De straat telt ruim 30 rijksmonumenten.

## Geschiedenis
De Hoge Nieuwstraat ontstond eind 16e eeuw doordat er langs de kade van de Nieuwe Haven pakhuizen en werkplaatsen herrezen. De ondernemers bouwden als het ware een achterstraat om dicht bij hun werk- of opslagruimte te kunnen wonen. In 1594 staan er aan de straat, die dan nog Middelstraat heet, slechts 25 huizen en aan de Nieuwe haven zeventien. In 1693 werd er een schuilkerk ingericht voor de gelovigen van het huis De Eikenboom. In de tijd na de Reformatie was het de tweede vaste schuilkerk, na een ingerichte woning waar tegenwoordig de Oud-Katholieke Kerk staat. Het huis De Eikenboom, ook wel de Jansenistenkerk genoemd, werd in 1812 verkocht en later gesloopt.